# Llista d'asteroides/801–900
| Nom                  | Data de descobriment    | Lloc de descobriment                 | Descobridor(s)  |
| -------------------- | ----------------------- | ------------------------------------ | --------------- |
| (801) Helwerthia     | 20 de març del 1915     | Heidelberg, Alemanya                 | M. F. Wolf      |
| (802) Epyaxa         | 20 de març del 1915     | Heidelberg, Alemanya                 | M. F. Wolf      |
| (803) Picka          | 21 de març del 1915     | Viena, Àustria                       | J. Palisa       |
| (804) Hispania       | 20 de març del 1915     | Observatori Fabra, Barcelona         | J. Comas Solà   |
| (805) Hormuthia      | 17 d'abril del 1915     | Heidelberg, Alemanya                 | M. F. Wolf      |
| (806) Gyldenia       | 18 d'abril del 1915     | Heidelberg, Alemanya                 | M. F. Wolf      |
| (807) Ceraskia       | 18 d'abril del 1915     | Heidelberg, Alemanya                 | M. F. Wolf      |
| (808) Merxia         | 1 d'octubre del 1901    | Heidelberg, Alemanya                 | L. Carnera      |
| (809) Lundia         | 11 d'agost del 1915     | Heidelberg, Alemanya                 | M. F. Wolf      |
| (810) Atossa         | 8 de setembre del 1915  | Heidelberg, Alemanya                 | M. F. Wolf      |
| (811) Nauheima       | 8 de setembre del 1915  | Heidelberg, Alemanya                 | M. F. Wolf      |
| (812) Adele          | 8 de setembre del 1915  | Observatori Simeiz, Crimea           | S. Beljavskij   |
| (813) Baumeia        | 28 de novembre del 1915 | Heidelberg, Alemanya                 | M. F. Wolf      |
| (814) Tauris         | 2 de gener del 1916     | Observatori Simeiz, Crimea           | G. N. Neujmin   |
| (815) Coppelia       | 2 de febrer del 1916    | Heidelberg, Alemanya                 | M. F. Wolf      |
| (816) Juliana        | 8 de febrer del 1916    | Heidelberg, Alemanya                 | M. F. Wolf      |
| (817) Annika         | 6 de febrer del 1916    | Heidelberg, Alemanya                 | M. F. Wolf      |
| (818) Kapteynia      | 21 de febrer del 1916   | Heidelberg, Alemanya                 | M. F. Wolf      |
| (819) Barnardiana    | 3 de març del 1916      | Heidelberg, Alemanya                 | M. F. Wolf      |
| (820) Adriana        | 30 de març del 1916     | Heidelberg, Alemanya                 | M. F. Wolf      |
| (821) Fanny          | 31 de març del 1916     | Heidelberg, Alemanya                 | M. F. Wolf      |
| (822) Lalage         | 31 de març del 1916     | Heidelberg, Alemanya                 | M. F. Wolf      |
| (823) Sisigambis     | 31 de març del 1916     | Heidelberg, Alemanya                 | M. F. Wolf      |
| (824) Anastasia      | 25 de març del 1916     | Observatori Simeiz, Crimea           | G. N. Neujmin   |
| (825) Tanina         | 27 de març del 1916     | Observatori Simeiz, Crimea           | G. N. Neujmin   |
| (826) Henrika        | 28 d'abril del 1916     | Heidelberg, Alemanya                 | M. F. Wolf      |
| (827) Wolfiana       | 29 d'agost del 1916     | Viena, Àustria                       | J. Palisa       |
| (828) Lindemannia    | 29 d'agost del 1916     | Viena, Àustria                       | J. Palisa       |
| (829) Academia       | 25 d'agost del 1916     | Observatori Simeiz, Crimea           | G. N. Neujmin   |
| (830) Petropolitana  | 25 d'agost del 1916     | Observatori Simeiz, Crimea           | G. N. Neujmin   |
| (831) Stateira       | 20 de setembre del 1916 | Heidelberg, Alemanya                 | M. F. Wolf      |
| (832) Karin          | 20 de setembre del 1916 | Heidelberg, Alemanya                 | M. F. Wolf      |
| (833) Monica         | 20 de setembre del 1916 | Heidelberg, Alemanya                 | M. F. Wolf      |
| (834) Burnhamia      | 20 de setembre del 1916 | Heidelberg, Alemanya                 | M. F. Wolf      |
| (835) Olivia         | 23 de setembre del 1916 | Heidelberg, Alemanya                 | M. F. Wolf      |
| (836) Jole           | 23 de setembre del 1916 | Heidelberg, Alemanya                 | M. F. Wolf      |
| (837) Schwarzschilda | 23 de setembre del 1916 | Heidelberg, Alemanya                 | M. F. Wolf      |
| (838) Seraphina      | 24 de setembre del 1916 | Heidelberg, Alemanya                 | M. F. Wolf      |
| (839) Valborg        | 24 de setembre del 1916 | Heidelberg, Alemanya                 | M. F. Wolf      |
| (840) Zenobia        | 25 de setembre del 1916 | Heidelberg, Alemanya                 | M. F. Wolf      |
| (841) Arabella       | 1 d'octubre del 1916    | Heidelberg, Alemanya                 | M. F. Wolf      |
| (842) Kerstin        | 1 d'octubre del 1916    | Heidelberg, Alemanya                 | M. F. Wolf      |
| (843) Nicolaia       | 30 de setembre del 1916 | Bergedorf                            | H. Thiele       |
| (844) Leontina       | 1 d'octubre del 1916    | Viena, Àustria                       | J. Rheden       |
| (845) Naëma          | 16 de novembre del 1916 | Heidelberg, Alemanya                 | M. F. Wolf      |
| (846) Lipperta       | 26 de novembre del 1916 | Bergedorf                            | K. Gyllenberg   |
| (847) Agnia          | 2 de setembre del 1915  | Observatori Simeiz, Crimea           | G. N. Neujmin   |
| (848) Inna           | 5 de setembre del 1915  | Observatori Simeiz, Crimea           | G. N. Neujmin   |
| (849) Ara            | 9 de febrer del 1912    | Observatori Simeiz, Crimea           | S. Beljavskij   |
| (850) Altona         | 27 de març del 1916     | Observatori Simeiz, Crimea           | S. Beljavskij   |
| (851) Zeissia        | 2 d'abril del 1916      | Observatori Simeiz, Crimea           | S. Beljavskij   |
| (852) Wladilena      | 2 d'abril del 1916      | Observatori Simeiz, Crimea           | S. Beljavskij   |
| (853) Nansenia       | 2 d'abril del 1916      | Observatori Simeiz, Crimea           | S. Beljavskij   |
| (854) Frostia        | 3 d'abril del 1916      | Observatori Simeiz, Crimea           | S. Beljavskij   |
| (855) Newcombia      | 3 d'abril del 1916      | Observatori Simeiz, Crimea           | S. Beljavskij   |
| (856) Backlunda      | 3 d'abril del 1916      | Observatori Simeiz, Crimea           | S. Beljavskij   |
| (857) Glasenappia    | 6 d'abril del 1916      | Observatori Simeiz, Crimea           | S. Beljavskij   |
| (858) El Djezaïr     | 26 de maig del 1916     | Alger, Algèria                       | F. Sy           |
| (859) Bouzaréah      | 2 d'octubre del 1916    | Alger, Algèria                       | F. Sy           |
| (860) Ursina         | 22 de gener del 1917    | Heidelberg, Alemanya                 | M. F. Wolf      |
| (861) Aïda           | 22 de gener del 1917    | Heidelberg, Alemanya                 | M. F. Wolf      |
| (862) Franzia        | 28 de gener del 1917    | Heidelberg, Alemanya                 | M. F. Wolf      |
| (863) Benkoela       | 9 de febrer del 1917    | Heidelberg, Alemanya                 | M. F. Wolf      |
| (864) Aase           | 30 de setembre del 1921 | Heidelberg, Alemanya                 | K. Reinmuth     |
| (865) Zubaida        | 15 de febrer del 1917   | Heidelberg, Alemanya                 | M. F. Wolf      |
| (866) Fatme          | 25 de febrer del 1917   | Heidelberg, Alemanya                 | M. F. Wolf      |
| (867) Kovacia        | 25 de febrer del 1917   | Viena, Àustria                       | J. Palisa       |
| (868) Lova           | 26 d'abril del 1917     | Heidelberg, Alemanya                 | M. F. Wolf      |
| (869) Mellena        | 9 de maig del 1917      | Bergedorf, Alemanya                  | R. Schorr       |
| (870) Manto          | 12 de maig del 1917     | Heidelberg, Alemanya                 | M. F. Wolf      |
| (871) Amneris        | 14 de maig del 1917     | Heidelberg, Alemanya                 | M. F. Wolf      |
| (872) Holda          | 21 de maig del 1917     | Heidelberg, Alemanya                 | M. F. Wolf      |
| (873) Mechthild      | 21 de maig del 1917     | Heidelberg, Alemanya                 | M. F. Wolf      |
| (874) Rotraut        | 25 de maig del 1917     | Heidelberg, Alemanya                 | M. F. Wolf      |
| (875) Nymphe         | 19 de maig del 1917     | Heidelberg, Alemanya                 | M. F. Wolf      |
| (876) Scott          | 20 de juny del 1917     | Viena, Àustria                       | J. Palisa       |
| (877) Walküre        | 13 de setembre del 1915 | Observatori Simeiz, Crimea           | G. N. Neujmin   |
| (878) Mildred        | 6 de setembre del 1916  | Observatori Mount Wilson, Califòrnia | S. B. Nicholson |
| (879) Ricarda        | 22 de juliol del 1917   | Heidelberg, Alemanya                 | M. F. Wolf      |
| (880) Herba          | 22 de juliol del 1917   | Heidelberg, Alemanya                 | M. F. Wolf      |
| (881) Athene         | 22 de juliol del 1917   | Heidelberg, Alemanya                 | M. F. Wolf      |
| (882) Swetlana       | 15 d'agost del 1917     | Observatori Simeiz, Crimea           | G. N. Neujmin   |
| (883) Matterania     | 14 de setembre del 1917 | Heidelberg, Alemanya                 | M. F. Wolf      |
| (884) Priamus        | 22 de setembre del 1917 | Heidelberg, Alemanya                 | M. F. Wolf      |
| (885) Ulrike         | 23 de setembre del 1917 | Observatori Simeiz, Crimea           | S. Beljavskij   |
| (886) Washingtonia   | 16 de novembre del 1917 | Washington D.C                       | G. H. Peters    |
| (887) Alinda         | 3 de gener del 1918     | Heidelberg, Alemanya                 | M. F. Wolf      |
| (888) Parysatis      | 2 de febrer del 1918    | Heidelberg, Alemanya                 | M. F. Wolf      |
| (889) Erynia         | 5 de març del 1918      | Heidelberg, Alemanya                 | M. F. Wolf      |
| (890) Waltraut       | 11 de març del 1918     | Heidelberg, Alemanya                 | M. F. Wolf      |
| (891) Gunhild        | 17 de maig del 1918     | Heidelberg, Alemanya                 | M. F. Wolf      |
| (892) Seeligeria     | 31 de maig del 1918     | Heidelberg, Alemanya                 | M. F. Wolf      |
| (893) Leopoldina     | 31 de maig del 1918     | Heidelberg, Alemanya                 | M. F. Wolf      |
| (894) Erda           | 4 de juny del 1918      | Heidelberg, Alemanya                 | M. F. Wolf      |
| (895) Helio          | 11 de juliol del 1918   | Heidelberg, Alemanya                 | M. F. Wolf      |
| (896) Sphinx         | 1 d'agost del 1918      | Heidelberg, Alemanya                 | M. F. Wolf      |
| (897) Lysistrata     | 3 d'agost del 1918      | Heidelberg, Alemanya                 | M. F. Wolf      |
| (898) Hildegard      | 3 d'agost del 1918      | Heidelberg, Alemanya                 | M. F. Wolf      |
| (899) Jokaste        | 3 d'agost del 1918      | Heidelberg, Alemanya                 | M. F. Wolf      |
| (900) Rosalinde      | 10 d'agost del 1918     | Heidelberg, Alemanya                 | M. F. Wolf      |